# Gabian
Gabian é uma comuna francesa na região administrativa de Occitânia, no departamento de Hérault. Estende-se por uma área de 15,96 km². Em 2010 a comuna tinha 859 habitantes (densidade: 53,8 hab./km²).